# Йозеф Сук
Йозеф Сук (чеськ. Josef Suk; 4 січня 1874, Кжечовіце — 29 травня 1935, Бенешов) — чеський композитор та скрипаль.

Учень і зять (чоловік дочки) Антоніна Дворжака, дід скрипаля Йозефа Сука.